# Tinktur
Tinktur er et udtryk, der anvendes indenfor heraldik om de farver, der kan benyttes på våbenskjolde.
Tinkturen er opdelt i farver og metaller og pelsværk.
Metallerne er guld og sølv, der ofte males som gult og hvidt, og også kaldes sådan.

Farverne er rødt, blåt, sort, grønt samt undertiden purpur og orange. En genstand kan også have naturfarve dvs. den farve, den har i virkeligheden, for eksempel en kødfarvet arm.

Pelsværk, der omfatter gråværk (stiliseret egernpels) og hermelin (stiliseret lækatpels) samt varianter af disse.
Reglen for farvelægning er, at man skal veksle mellem farver og metaller, aldrig farve mod farve eller metal mod metal.  Det vil sige at en deling (mellem to felter) ikke må være guld/sølv eller blå/rød, men gerne guld/rød osv.

Ligeledes skal en farve sættes på metal eller omvendt. En guldløve må ikke sættes på sølvbund, men på blåt, rødt eller en anden farve.

Reglen er til for at skabe kontrast i skjoldet, så symbolerne kan ses på lang afstand, eller opfattes på et splitsekund midt i kampens tummel.
Skravering
Da farver jo ikke kan gengives i sort/hvidt tryk, blev der i 1600-tallet indført et skraveringssystem. I nedenstående tabeller er tinkturen og den tilhørende skravering anbragt ved siden af hinanden i et skjold.
| Farve | Dansk     | Fransk | Engelsk | Fremstilling    | Symbolik                                  |
| ----- | --------- | ------ | ------- | --------------- | ----------------------------------------- |
|       | Gul Guld  | Or     | Or      | Gul, prikket    | Forstand, agtelse, dyd, ophøjethed        |
|       | Hvid Sølv | Argent | Argent  | Hvid, tomt felt | Renlighed, visdom, uskyld, kyskhed, glæde |

| Farve | Dansk  | Fransk  | Engelsk | Skravering og huskeregel                                                 | Symbolik                             |
| ----- | ------ | ------- | ------- | ------------------------------------------------------------------------ | ------------------------------------ |
|       | Rød    | Gueules | Gules   | Lodrette linjer Flammer er røde og går opad.                             | Opofrelse                            |
|       | Blå    | Azur    | Azure   | Vandrette linjer Havet er blåt og overfladen er vandret (nu og da)       | Troskab, bestandighed                |
|       | Sort   | Sable   | Sable   | Lodret-vandret krydsskraveret, eller helt sort                           | Sorg                                 |
|       | Grøn   | Sinople | Vert    | Diagonale linjer, fra venstre øverst til højre nederst Kurs mod Grønland | Frihed, skønhed, glæde, sundhed, håb |
|       | Purpur | Pourpre | Purpure | Diagonale linjer, fra højre øverst til venstre nederst                   | Selvstændighed                       |